# 来不及勇敢
《来不及勇敢》是中国男歌手周深为动画电影《昨日青空》演唱的青春告白曲。歌曲于2018年7月3日作为数字单曲发布。

## 背景和风格
《昨日青空》是2018年上映的一部中国国产动画电影。周深演唱的《来不及勇敢》是它的青春告白曲，2018年7月1日首先发布了歌曲的音乐视频，由电影中的动画构成。两天后2018年7月3日，在音乐平台作为单曲发布。
该歌曲以男主的暗恋心事独白展开，可能每个男孩在学生时代都会有一个暗恋的女孩吧，但却没有勇气将喜欢说出口。迟到的勇气或将成为永远的遗憾，这也是现实中青春暗恋的真实细腻刻画。周深用他的空灵缱绻的嗓音缓缓唱出了少年孤独的内心独白，将人代入一段孤独、遗憾的青春故事里，画面感十足。
中国中央电视台音乐频道报道这首歌曲说：“周深动情的演绎，配合着歌曲抒情的旋律，刻画着青春岁月里暗恋的青涩和美好。同时，周深也借着这首歌表达出了喜欢一个人就要鼓足勇气说出来，不要让青春留有遗憾的态度”。央视影音评论：“周深婉转深情的歌声恰到好处地诠释着青春的意义，唱哭每个有遗憾的人”。
《来不及勇敢》是周深与钱雷继歌曲《大鱼》和专辑《深的深》之后的再次合作，也是周深为国产动画演唱的第四首歌曲。

## 创作者
以下内容整理自虾米音乐、QQ音乐、《来不及勇敢》MV以及豆瓣音乐：
- 演唱：周深
- 作词：樊帆/金灿灿
- 作曲：钱雷
- 编曲：钱雷
- Bass：李卓
- 吉他：牛子健
- 弦乐编写：胡静成
- 弦乐团：李朋 国际首席爱乐乐团
- 弦乐录音：任允翔 / 九紫天诚
- 录音师：钱雷
- 混音：崔禄
- 制作人：钱雷
- 录音棚：那英工作室
- 风格类型：国语流行 Mandarin Pop
- 流派: 流行
- 专辑类型: 单曲
- 介质: 数字(Digital)
- 发行时间: 2018-07-03
- 出版者: 霍尔果斯彩条屋影业

## 重要演出
- 2018年10月电影上映前夕，周深在全国观影路演的江西南昌站现身，与1500名还在军训的大一新生一同观影，并现场首度演唱电影“青春告白曲”《来不及勇敢》[13]。
- 2019年11月至2020年1月，周深C-929星球全国巡回演唱会上，这首歌是演唱曲目之一，在北京、南京、深圳、苏州、成都、上海、广州七个场次均演唱了《来不及勇敢》。
- 2020年7月25日周深出道六周年，在TMElive《周深晚安明天见》个人线上云音乐会上，周深现场演唱了《来不及勇敢》[14]。
- 2021年6月20日，在Bilibili夏日畢業歌會上，周深现场演唱了《来不及勇敢》[15]。
- 2024年5月18日，周深在上海梅赛德斯-奔驰文化中心举行《2024周深9.29Hz巡回演唱会》上海站的演出，在点歌环节，观众点了《来不及勇敢》，周深现场演唱了完整歌曲。

## 翻唱版本
- 周深还曾经演唱过乌克兰语版本的《来不及勇敢》[16]。
- 2019年5月，黄龄在“深龄其境”演唱会上演唱了《来不及勇敢》[17]，后收录在专辑《深齡其境演唱會live版》。
- 2019年7月，刘美麟在《中国好声音》节目中演唱了《来不及勇敢》，顺利进入王力宏战队，并获得酷狗《中国好声音》节目互动专区人气歌曲榜榜首，以及酷狗飙升榜第7名[18]。该曲收录在《2019中国好声音 第2期》专辑中。

## 排行榜
《来不及勇敢》新歌上榜便拿到了第二名。
根据QQ音乐的盘点，截至2022年12月21日，《来不及勇敢》是周深三十首在QQ音乐获得百万以上收藏的歌曲之一(按照歌曲在QQ音乐上线时间倒序排列)。
| 歌曲名称            | 排行榜 （2018年） | 种类 | 最高排名 |
| ------------------- | ----------------- | ---- | -------- |
| 《来不及勇敢》 周深 | 亚洲新歌榜        | 周榜 | 2        |
| 《来不及勇敢》 周深 | 亚洲新歌榜        | 月榜 | 7        |
| 《来不及勇敢》 周深 | QQ音乐内地榜      | 周榜 | 16       |